# Zufriedenheit (Kreis Heiligenbeil)
Zufriedenheit war ein Ort im Kreis Heiligenbeil in Ostpreußen. Seine Ortsstelle befindet sich heute im Munizipalkreis Rajon Bagrationowsk (Stadtkreis Preußisch Eylau) in der Oblast Kaliningrad (Gebiet Königsberg (Preußen)) der Russischen Föderation.

## Geographische Lage
Die Ortsstelle von Zufriedenheit liegt im südlichen Westen der Oblast Kaliningrad, 23 Kilometer nordöstlich der früheren Kreisstadt Heiligenbeil (russisch Mamonowo) bzw. 27 Kilometer nordwestlich der heutigen Rajonshauptstadt Bagrationowsk (deutsch Preußisch Eylau).

## Geschichte
Als ein Schankhaus wurde Zufriedenheit im Jahre 1818 gegründet. Der Ort im ostpreußischen Kreis Heiligenbeil bestand aus einem kleinen Hof und wurde am 15. Mai 1876 vom Gutsbezirk Unter Ecker (russisch Poretschje) in den Gutsbezirk Amalienwalde umgegliedert. Im Güterverzeichnis von 1879 wurde Zufriedenheit zusammen mit Riemswalde als zum Rittergut Amalienwalde zugehörige Vorwerke genannt.
Am 30. September 1928 veränderte sich die Zugehörigkeit von Zufriedenheit insofern, als sich der Gutsbezirk Plössen (russisch Priwolnoje) u. a. mit Amalienwalde zur neuen Landgemeinde Plössen zusammenschloss.
Mit der Abtretung des nördlichen Ostpreußen an die Sowjetunion in Kriegsfolge im Jahre 1945 verliert sich die Spur des kleinen Ortes Zufriedenheit. Eine russische Namensgebung ist nicht bekannt, auch nicht eine etwaige Zugehörigkeit zu einem Dorfsowjet nach 1947. So dürfte Zufriedenheit das gleiche Schicksal ereilt haben wie die Nachbarorte Priwolnoje (Plössen) und Amalienwalde: er verwaiste und gilt heute als untergegangen. Seine Ortsstelle liegt im Rajon Bagrationowsk (Stadtkreis Preußisch Eylau) in der russischen Oblast Kaliningrad (Gebiet Königsberg (Preußen)).

## Religion
Über seine „Muttergemeinden“ Amalienwalde bzw. Plössen war Zufriedenheit bis 1945 in die evangelische Kirche Zinten (russisch Kornewo) in der Kirchenprovinz Ostpreußen der Kirche der Altpreußischen Union eingegliedert.

## Verkehr
Die nicht mehr erkennbare Ortsstelle von Zufriedenheit soll über die ebenfalls ausgelöschten Ortsstellen von Amalienwalde als auch von Plössen resp. Priwolnoje über Landwege zu erreichen sein. Vor 1945 waren Kobbelbude (russisch Swetloje) und auch Zinten (Kornewo) die nächsten Bahnstationen.